# Michael Matthews (football américain)
Pour les articles homonymes, voir Michael Matthews et Matthews.
(en) Statistiques sur pro-football-reference
Michael Lee Matthews (né le 9 octobre 1983 à West Covina) est un joueur américain de football américain.

## Enfance
Matthews étudie à la Sycamore High School de Cincinnati dans l'Ohio où il joue au football américain, basket-ball et baseball.

## Carrière

### Université
Il entre à l'université de Géorgie Tech où il joue pour l'équipe de football américain des Yellow Jackets.

### Professionnel
Michael Matthews n'est sélectionné par aucune équipe lors du draft de la NFL de 2007. Il signe avec les Giants de New York comme agent libre non drafté et joue tous les matchs de sa saison de rookie dont six comme titulaire. Il est troisième tight end derrière Jeremy Shockey et Kevin Boss. Il va continuer à évoluer comme remplaçant mais sera d'un grand secours pour la ligne offensive.
Le 5 septembre 2009, il est échangé aux Patriots de la Nouvelle-Angleterre contre un choix du draft de 2011. Il entre au cours de quatre matchs avec les Patriots avant d'être libéré le 20 octobre. Le 15 décembre, il signe avec les Lions de Detroit où il entre au cours de trois matchs avant d'être libéré le 20 avril 2010, durant le camp d'entraînement.
Le lendemain de sa libération, il signe avec les Bills de Buffalo mais il est libéré durant les matchs de pré-saison le 23 août. Il passe la saison 2010 sans équipe. Le 19 mai 2011, il signe avec les Destroyers de la Virginie, jouant en United Football League avant de retourner en NFL, signant avec les Colts d'Indianapolis le 9 août 2011. Néanmoins, il n'est pas conservé et retourne chez les Destroyers avec qui il remporte le championnat 2011.

## Palmarès
- Vainqueur du Super Bowl XLII
- Champion UFL 2011